# Liste des comtes de Vertus
Du Xe au XIIIe siècle, le comté de Vertus appartint successivement à l'archevêché de Reims puis au comté de Champagne. À ce titre, Vertus est intégré au domaine royal en 1284.
En 1360, Jean II de France érige les seigneuries de Vertus, Rosnay, Moymer et la Ferté-sur-Aube en comté pour en faire la dot de sa fille Isabelle de France à l'occasion de son mariage avec Jean Galéas Visconti.

## XIVe–XVesiècle

Blason de la famille Visconti.

- Jean Galéas Visconti (1351-1402), duc de Milan
- Valentine Visconti (1368-1408), sa fille

Mariée en 1389 à Louis (1372-1407), duc d'Orléans
- Philippe d'Orléans (1396-1420), son fils

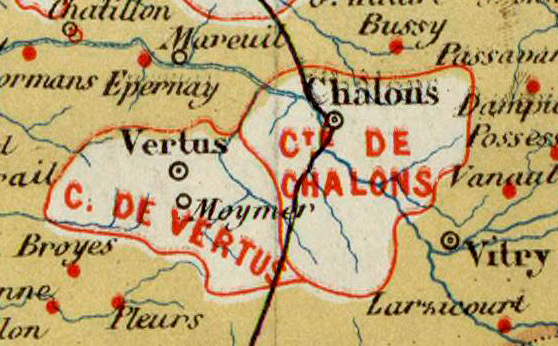
Carte du comté vers 1430.

- Marguerite d’Orléans (1406-1466), sa sœurBlason Richard de Bretagne

Blason Richard de Bretagne

Mariée à Richard de Bretagne (1395-1438), comte d'Étampes, de Benon et de Mantes

Blason de François II de Bretagne

- son fils François II de Bretagne (1435-1488), comte titulaire d'Étampes, puis duc de Bretagne, comte de Richemont et de Vertus,

## 

Blason de François Ier d'Avaugour.

## XVe–XVIIIesiècle

### Seconde maison d’Avaugour
- 1488-1510 François Ier d'Avaugour (1462-1510), fils naturel du duc François II de Bretagne; comte de Vertus, de Goëllo et Baron d'Avaugour, seigneur de Clisson;
marié en 1492 Madeleine de Brosse (mort en 1512), fille de Jean III, comte de Penthièvre, dont :
un fils, et une fille Anne, morts jeunes, et,
François II d'Avaugour (1493-1517),

- 1510-1517 François II d'Avaugour (1493-1517), comte de Vertus, de Goëllo et Baron d'Avaugour, seigneur de Clisson, fils du précédent,
marié à Madeleine d'Astarac ou d'Estrac, fille du comte Jean IV, dont :
François III d'Avaugour (mort le 14 juillet 1549),
Odet d'Avaugour (mort en 1598),
François, abbé de l'abbaye de Cadouin,
Louise, mariée le 10 mai 1542 à Gui Ier, baron de Castelnau (mort en 1544),
Madeleine mariée à Paul, baron de Lescun, seigneur d'Andoüins, tué en 1562.

- 1517-1549 François III d'Avaugour (mort en 14 juillet 1549), comte de Vertus, de Goëllo et Baron d'Avaugour, seigneur de Clisson, fils du précédent,
marié en 1537 à Charlotte (morte en 1604) (fille de Guillaume de Pisseleu, seigneur de Heilly), sans postérité,

- 1549-1598 Odet d'Avaugour (mort en 1598), évêque de Saintes (1544-1548), abbé commendataire de l'abbaye Notre-Dame de Vertus, puis comte de Vertus, de Goëllo, vicomte de Saint-Nazaire, baron d'Avaugour, d'Ingrandes, et seigneur de Clisson, de Châteauceaux et de Montfaucon,conseiller privé du roi (1584) et capitaine d'une compagnie de 50 hommes d'armes[1] frère du précédent,
marié à Renée, fille de Charles III de Coesmes, vicomte de Saint-Nazaire, baron de Lucé (mort en 1543), dont :
Charles d'Avaugour (mort en 1608),
François comte de Goëllo, tué en 1587 à Coutras,
Renée mariée en juin 1577 à François Le Roy, seigneur de Chavigny[Lequel ?],
Françoise ou Marguerite, mariée à Gabriel Ier, seigneur de Goulaines (mort en janvier 1608),

- 1598-1608 Charles d'Avaugour (mort en 1608), comte de Vertus, de Goëllo, vicomte de Saint-Nazaire, baron d'Avaugour, d'Ingrandes, et seigneur de Clisson, de Châteauceaux et de Montfaucon, fils du précédent,
marié à Philippe vicomtesse de Guiguen, dame de Thouaré et de La Touche-Limouzinière (fille de Claude de Saint-Amadour vicomte de Guiguen), dont :
Claude Ier d'Avaugour (1581-1637),
Antoinette (morte en 1681), vicomtesse de Guiguen,
mariée Pierre duc de Montbazon et baron de Mortiercrolles, (mort en 1622), puis,
mariée en 1624 à René du Bellay prince d'Yvetot, (mort le 26 novembre 1627), puis,
mariée à Pierre d'Escoubleau, marquis de Sourdis.

- 1608-1637 Claude Ier d'Avaugour (1581, château de Thouaré - 6 août 1637, Paris), comte de Vertus, de Goëllo, vicomte de Saint-Nazaire, baron d'Avaugour, d'Ingrandes, et seigneur de Clisson, de Châteauceaux et de Montfaucon, fils du précédent,
marié en 1609 à Catherine Fouquet de la Varenne (1590-10 mai 1670), fille de Guillaume Fouquet de la Varenne, dont :
Louis d'Avaugour,
Marie d'Avaugour (1610-28 avril 1657),
mariée le 5 mars 1628 à  Hercule (27 août 1568-16 octobre 1654), Prince de Guémené, Duc de Montbazon, et comte de Rochefort-en-Yvelines, pair de France,
une fille,
Catherine-Françoise, demoiselle de Vertus (1617-21 novembre 1692), religieuse[2],
Françoise-Philippe, abbesse de Nidoiseau,
Constance, Demoiselle de Clisson (1617-19 décembre 1695), religieuse,
Marguerite-Angélique Demoiselle de Châteauceaux (1622-août 1694),
Madeleine, religieuse,
Anne, demoiselle de Goëllo (morte le 10 février 1707),
Marie-Claire (1628-31 mars 1711), abbesse de Malnoüe 1681-1711,
Claude II d'Avaugour,
un fils,

- 1637-1669 Louis d'Avaugour (mort le 2 octobre 1669), comte de Vertus, de Goëllo, vicomte de Saint-Nazaire, baron d'Avaugour, d'Ingrandes, et seigneur de Clisson, de Châteauceaux et de Montfaucon, fils du précédent,
marié en 1642 à Françoise (morte en juillet 1644), fille de Timoléon de Daillon comte du Lude, sans postérité, puis,
marié en 1647 à Françoise ou Louise (morte en février 1682), fille d'Henri de Balzac, comte de Clermont-d'Entragues, sans postérité,

- 1669-1699 Claude II d'Avaugour (1629-7 mars 1699), comte de Vertus, de Goëllo, vicomte de Saint-Nazaire, baron d'Avaugour, d'Ingrandes, et seigneur de Clisson, de Châteauceaux et de Montfaucon, frère du précédent,
marié le 13 avril 1673 à Anne ou Judith (morte le 22 décembre 1690), fille de Thomas Le Lièvre marquis de La Grange, dont :
une fille (6 juin 1674-1674),
Anne-Agathe, Demoiselle d'Avaugour (5 avril 1676-12 janvier 1720),
Marie-Claire-Geneviève de Bretagne-Avaugour (1676-1740), dame de Beaurepaire,
mariée le 9 août 1694 à Gonzalez Carvailio Patalin, puis,
mariée le 17 novembre 1704 à Charles Roger (1671-1730), prince de Courtenay seigneur de Chevillon,
Angélique, demoiselle de Goëllo (5 juillet 1679-29 décembre 1719),
Catherine-Simone, demoiselle de Châteaulin (morte le 13 janvier 1720),
Armand-François d'Avaugour (1682-1734), baron d’Avaugour, comte de Vertus
marié à Mademoiselle de Fleury, fille naturelle du Grand Dauphin
Henri-François d'Avaugour (17 juin 1685-1746), comte de Goëllo, dernier comte de Vertus
marié en 1735 à Madeleine-Catherine-Jeanne d'Aligre (1712-1738)

- 1699-1734 Armand-François d'Avaugour (14 octobre 1682-12 janvier 1734), comte de Vertus, de Goëllo, Baron d'Avaugour et seigneur de Clisson, fils du précédent,

- 1734-1746 Henri-François d'Avaugour (17 juin 1685-2 septembre 1746), dernier comte de Vertus, de Goëllo, Baron d'Avaugour et seigneur de Clisson, frère du précédent,
marié en 1735 à Madeleine (1712-1738), fille de Etienne d'Aligre[Lequel ?], sans postérité, puis,
marié le 15 août 1745 à Marie-Madeleine Charette[3] de Montebert(1706-8 janvier 1778 Paris), fille de Gilles Charette, seigneur de Montebert, conseiller au parlement de Bretagne, veuve de Louis de Serent, Marquis de Kerfily, sans postérité (sa veuve convola en troisièmes noces avec Anne, baron de Montmorency et marquis de Fosseux[4]).

## Localisation
Le comté de Vertus en 1477.